# Kaltenweide
Kaltenweide ist ein Ortsteil der Stadt Langenhagen in der niedersächsischen Region Hannover.

## Geografie
Der Ort grenzt im Norden und Nordwesten an die Ortschaften Bissendorf-Wietze, Bissendorf, Scherenbostel und Resse der Gemeinde Wedemark und im Osten an Isernhagen. Südlich liegt der Langenhagener Ortsteil Krähenwinkel und westlich der Ortsteil Engelbostel.

## Geschichte

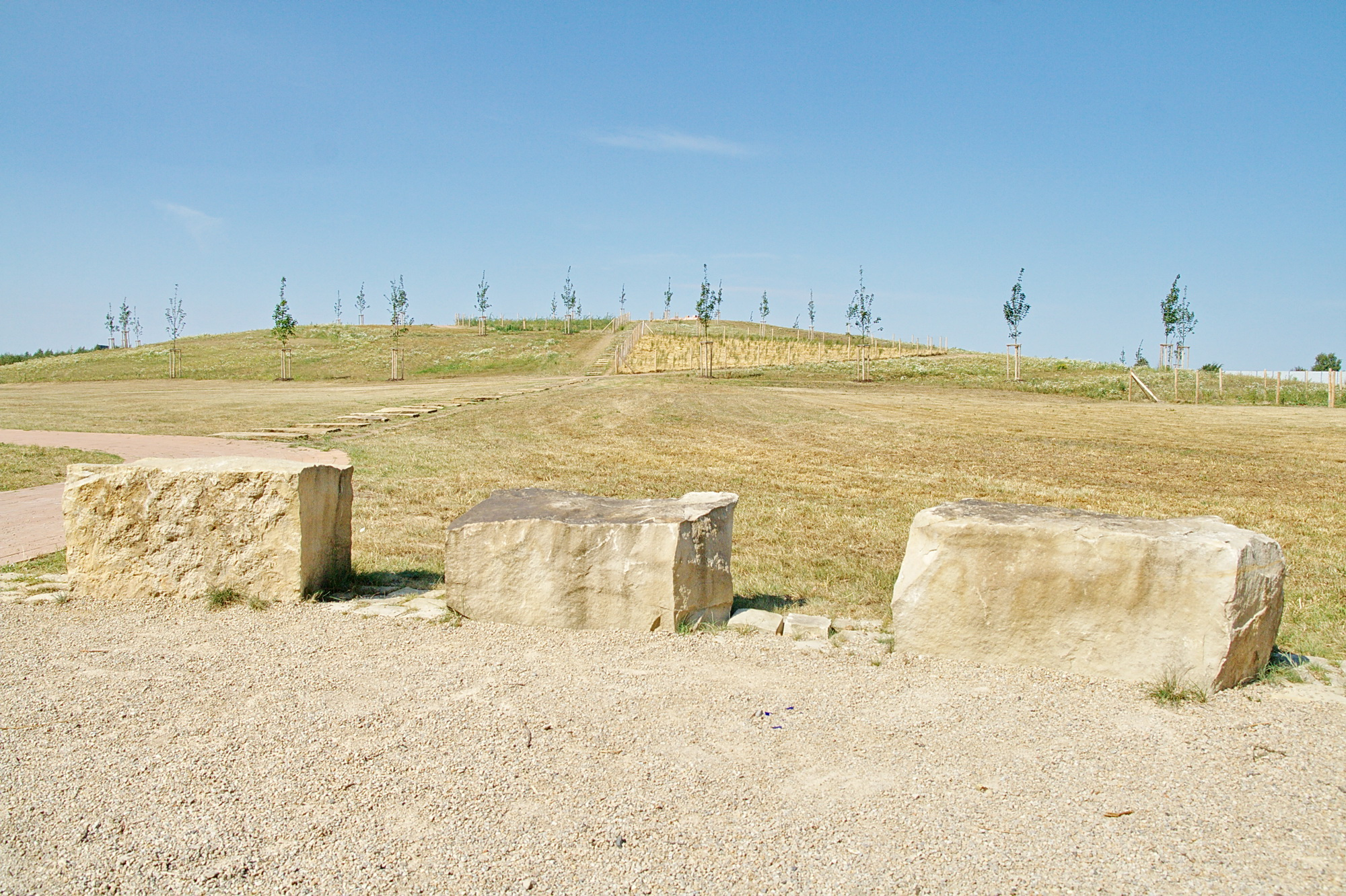
Scherenhorster Höhe

Erste urkundliche Erwähnung findet der Ort im Jahr 1255 mit der Siedlung Wagenzelle, die im 15. Jahrhundert Kaltenweide zugeordnet wird. Zwischen 1830 und 1833 entsteht durch Zusammenschluss mit den Siedlungen von Wagenzelle, Hainhaus, Maspe, Twenge und Altenhorst die Gemeinde Kaltenweide. Heute schließt der Ortsteil die dörflichen Ortslagen Twenge-Siedlung und Kiebitzkrug ein.
Zur Gemarkung Kaltenweide gehört das gesamte westliche Gemeindegebiet bis zur Ortschaft Resse mit dem Kaltenweider Moor, dem südlichen Teil des Naturschutzgebietes Bissendorfer Moor mit dem Muswillensee und das Landschaftsschutzgebiet Ellernbruch. Dadurch ist Kaltenweide mit 22,33 km² die flächenmäßig größte Ortschaft der Stadt Langenhagen.
Im Norden von Kaltenweide entstand an den dörflichen Teil anschließend ab 1994 das Neubaugebiet Weiherfeld mit Geschosswohnungen, Reihenhäusern und freistehenden Einfamilienhäusern sowie einem Ladenzentrum mit dazugehörigen sozialen Einrichtungen. Durch das größte Neubaugebiet in der Region Hannover hat sich die Einwohnerzahl von Kaltenweide mehr als verdoppelt. Ein Blockheizkraftwerk der Energie-Projekt-Gesellschaft (EPL) versorgt das Gebiet in einem Nahwärmenetz. 2008 entstand nördlich des Weiherfeldes die erste Biogasanlage Langenhagens. Im Sommer 2009 wurde das neu geschaffene Naherholungsgebiet Scherenhorster Berg im Norden des Ortsteils freigegeben.

### Eingemeindungen
Zur Gebietsreform in Niedersachsen wurde Kaltenweide am 1. März 1974 in die Stadt Langenhagen eingegliedert.

### Einwohnerentwicklung
| Jahr | Einwohner | Quelle |
| ---- | --------- | ------ |
| 1910 | 0744      | [ 3 ]  |
| 1925 | 0775      | [ 4 ]  |
| 1933 | 0820      | [ 4 ]  |
| 1939 | 0907      | [ 4 ]  |
| 1950 | 1589      | [ 5 ]  |
| 1956 | 1452      | [ 5 ]  |
| 1973 | 2589      | [ 6 ]  |
| 2016 | 8040      | [ 7 ]  |
| 2020 | 8177      | [ 1 ]  |

|  |

## Politik

### Ortsrat
Der Ortsrat von Kaltenweide setzt sich aus elf Ratsmitgliedern folgender Parteien zusammen:
- SPD: 4 Sitze
- CDU: 3 Sitze
- WAL: 1 Sitz
- FDP: 1 Sitz
- Grüne: 1 Sitz
- AfD: 1 Sitz

(Stand: Kommunalwahl 12. September 2021)

### Ortsbürgermeister
Der Ortsbürgermeister ist Wolfgang Langrehr (SPD). Sein Stellvertreter ist Jan Hülsmann (CDU).

### Wappen
Der Entwurf des Kommunalwappens von Kaltenweide stammt von dem Heraldiker und Autor Conrad von Witzleben-Wurmb. Die Genehmigung des Wappens wurde am 25. August 1971 durch den Regierungspräsidenten in Hannover erteilt.
| Wappen von Kaltenweide | Blasonierung: „Schild von Schwarz und Silber gespalten, rechts fünf goldene Ähren (2 : 1 : 2), links eine rechte schwarze Spitze, beseitet von zwei aus dem Spalt wachsenden, schwarzen Windmühlenflügeln.“ |
| Wappen von Kaltenweide | Wappenbegründung: Kaltenweide ist eine noch heute stark bäuerlicher Ortsteil von Langenhagen mit rein bäuerlicher Geschichte. Spezielle Wappensymbole boten sich nicht an. Man wählte daher zunächst die Ähre als allgemein Bäuerliches Symbol und will mit ihrer Fünfzahl auf die verschiedenen Ortsteile hinweisen. Sie allein hätten zwar ein allgemein bäuerliches, aber noch kein für Kaltenweide typisches Wappen ergeben. So kam man zu einer Schildspaltung und griff im anderen Feld wiederum zu einer Teilung, die ein „K“ entstehen lässt (den Anfangsbuchstaben des Ortsnamens), und belegte dieses mit zwei Windmühlenflügeln. Ist doch die am Ortsrand stehende und bis in die fünfziger Jahre letzten Jahrhunderts mit Wind betriebene, weithin bekannte und sichtbare Bockwindmühle sehr typisch für Kaltenweide. Schließlich aber ist in dem Kreuz der Flügel die Idee des Buchstaben „K“ enthalten, so dass nunmehr aus dem allgemeinen „K“ durch Belegung mit den Flügeln ein für Kaltenweide spezielles „K“ wurde. Da sich keine besonderen typischen Farben anboten, wählte man als Grundfarbe Schwarz (das man auch als Acker- oder Moorboden deuten könnte), für die Ähren das naturgegebene Gelb (Gold). Die Flügel dürften dunkel (schwarz), aber auch natürlich im Holzton dargestellt werden. Das übrige blieb weiß (silberfarben). Es kam somit zu folgender Aussage: Eingebettet in das Schwarz der Erde die Metalle Gold und Silber. Die Mühlenflügel symbolhaft für die Arbeit des Menschen (für „die Technik“ gewissermaßen), die die Gabe der Natur (das Korn) zum „täglichen Brot“ verarbeiten. Ein Urvorgang, der – übersetzt – auf alle Zeiten Gültigkeit behalten dürfte. |

## Kultur und Sehenswürdigkeiten

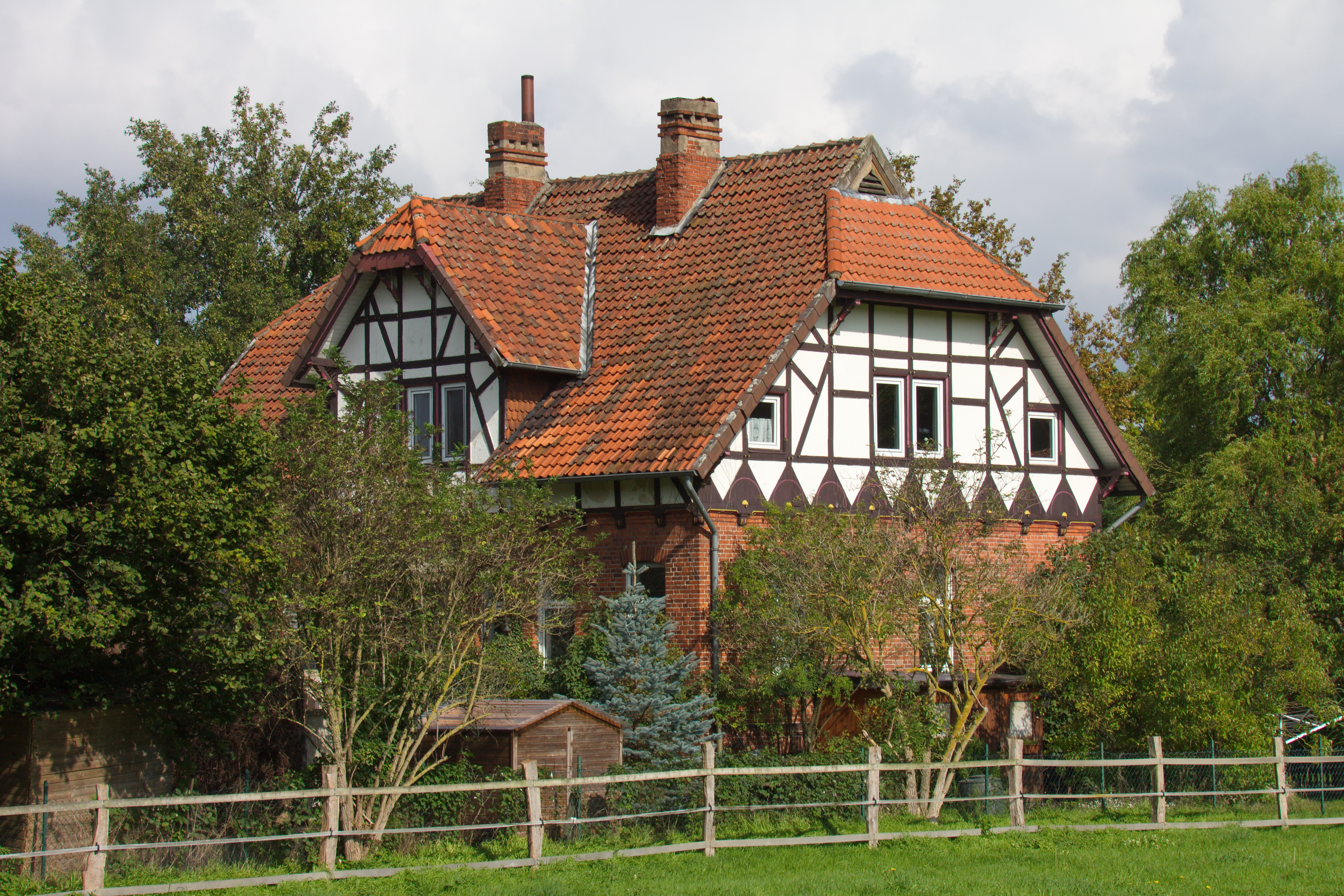
Hof an der Wagenzeller Straße

### Bauwerke
- Im Ortsteil Wagenzelle steht eine funktionsfähige Bockwindmühle, die ursprünglich 1602 zwischen Bissendorf und Wennebostel errichtet wurde. Sie gilt als die älteste Windmühle in Norddeutschland. Im 19. Jahrhundert erfuhr die Mühle einige Modernisierungen bei Verschleißteilen, die nicht mehr in Holz, sondern in Eisen ausgeführt wurden. 1878 wurde sie im Zuge einer Verheiratung des Eigentümers nach Wagenzelle an ihren heutigen Standort umgesetzt. Nach einem Wechsel des Müllers 1920 erhöhte der neue Müller die Mühle mit einem Sockelgebäude, das für Bockwindmühlen ungewöhnlich ist. 1963 wurde der gewerbliche Betrieb eingestellt, der zu dieser Zeit bereits nicht mehr mit Windkraft erfolgte. 1972 erfolgten erste Restaurierungsarbeiten an der Mühle, bei denen das Mühlenhaus neue Bretter erhielt. Seit 1983 steht die Mühle, die sich in Privatbesitz befindet, der Öffentlichkeit zum Besichtigen offen.[11]
- Ebenfalls an der Kananoher Straße im Ortszentrum findet sich der Ortglockenturm, ein Baudenkmal aus dem Jahr 1900. Der Turm war der an einem Nebengebäude der Dorfschule angebrachter Glockenträger für die Ortglocke.[12]

### Granitfindling
- An der Kananoher Straße in der Ortsmitte liegt ein Granitfindling, der Ortsstein, mit ca. 2,8 m Länge, 2,1 m Breite und 1,6 m Höhe sowie einem Gewicht von etwa 12 Tonnen. Er wurde bei Erdarbeiten zur Verlängerung des Flughafens im Juni 1990 gefunden und an diese Stelle verbracht. Die sonst übliche Einordnung als Naturdenkmal unterbleibt, weil der Stein mit einer Inschrift versehen wurde.[13]

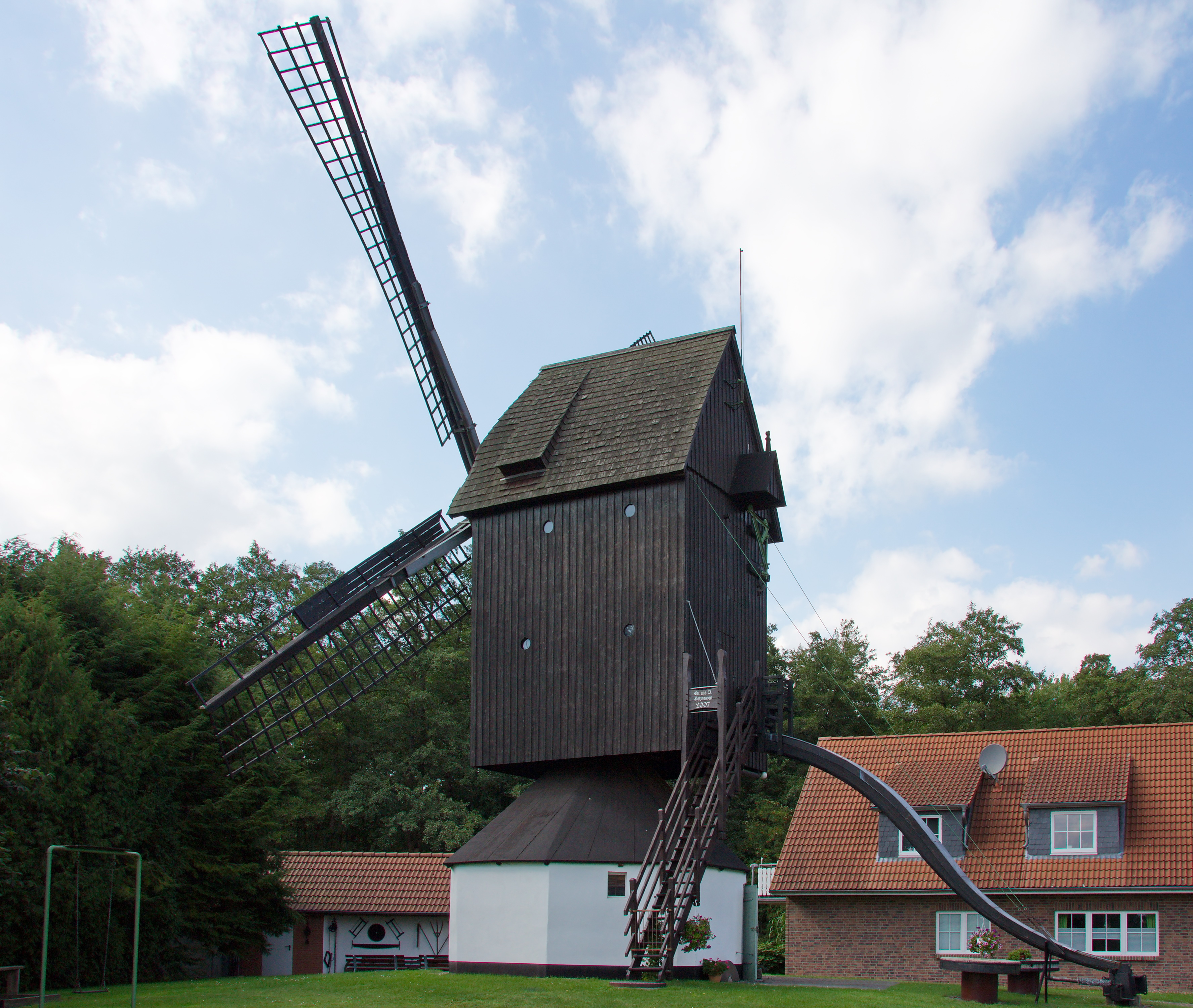
Bockwindmühle Wagenzelle
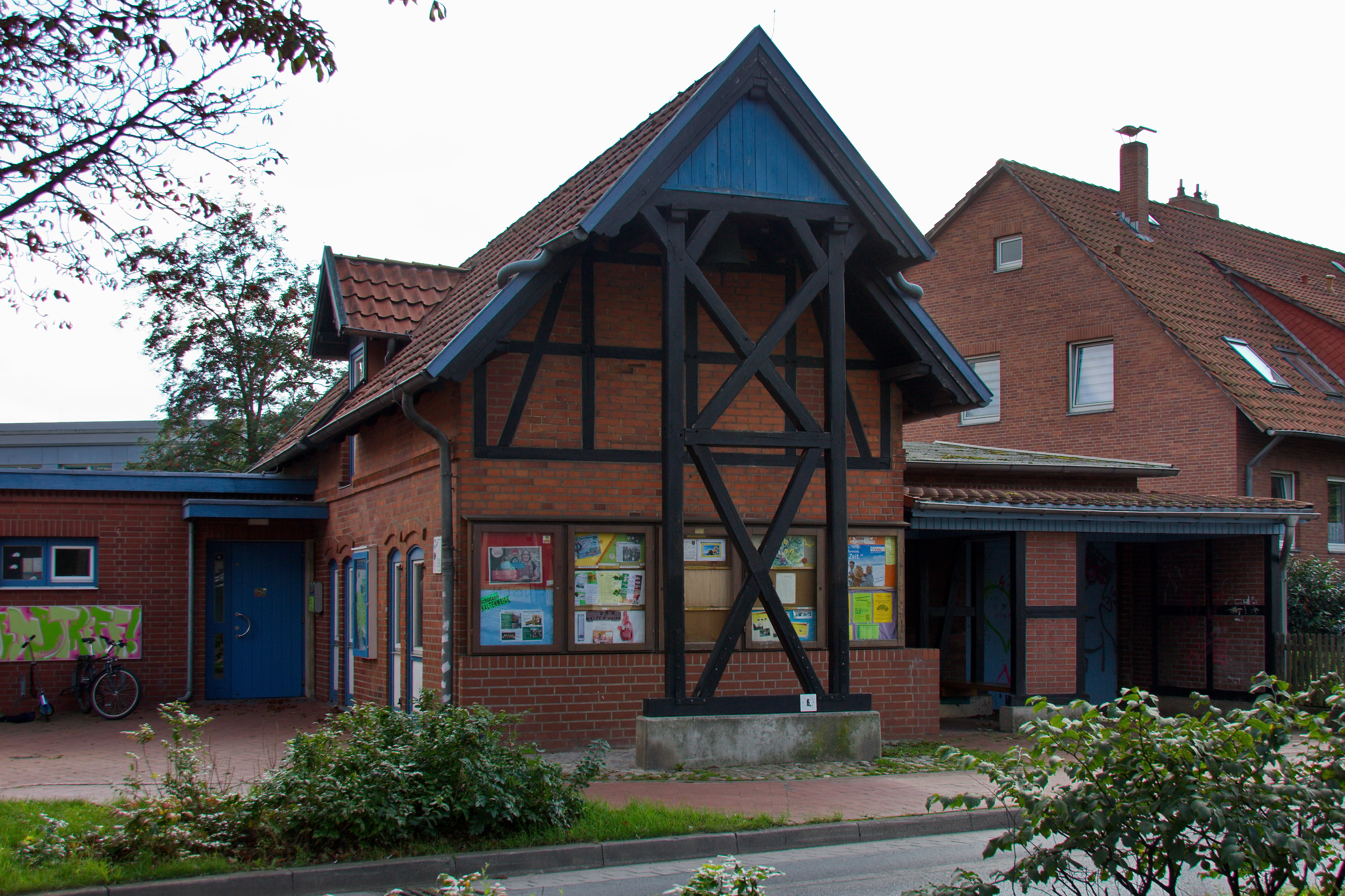
Ortglockenturm
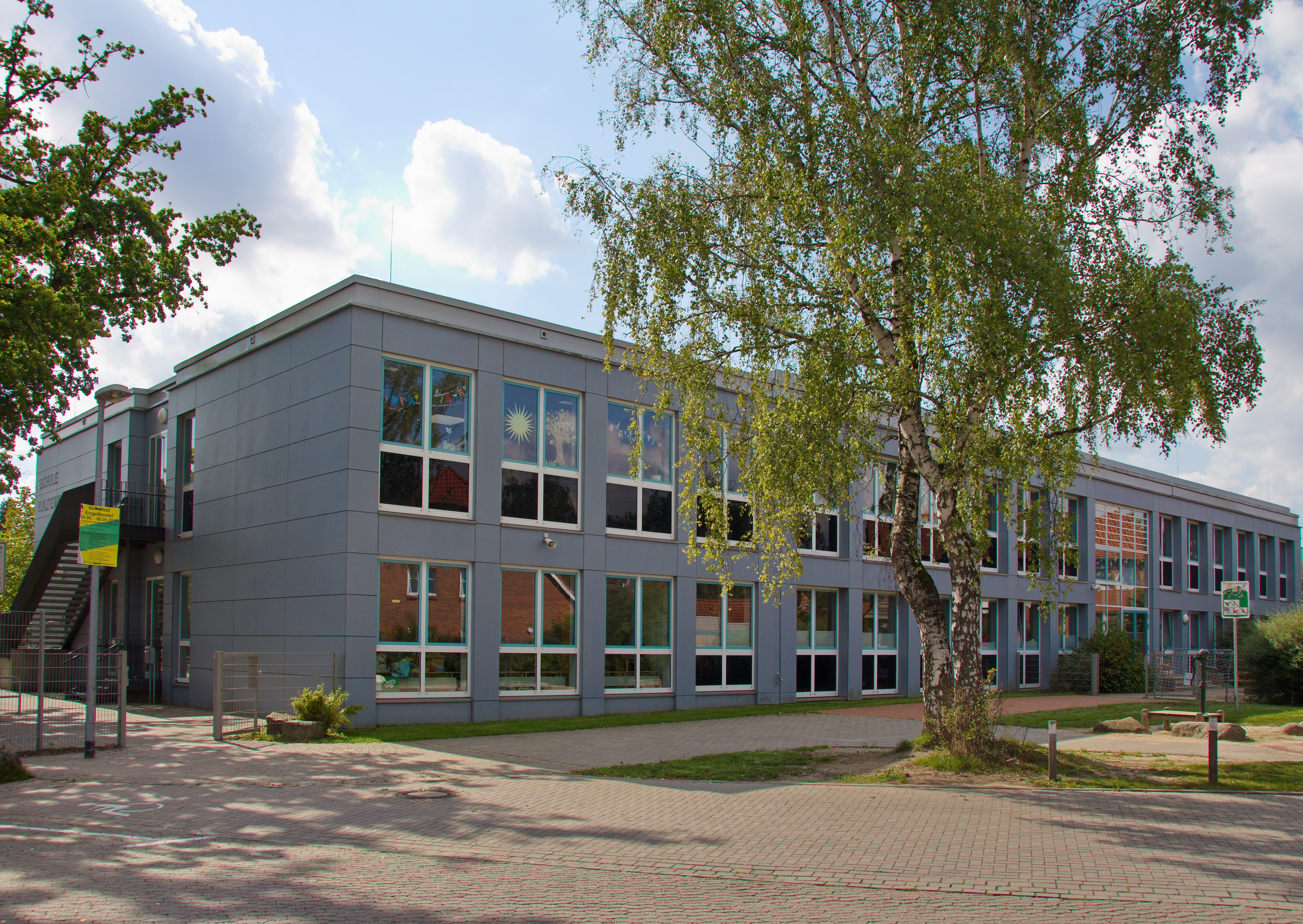
Schule
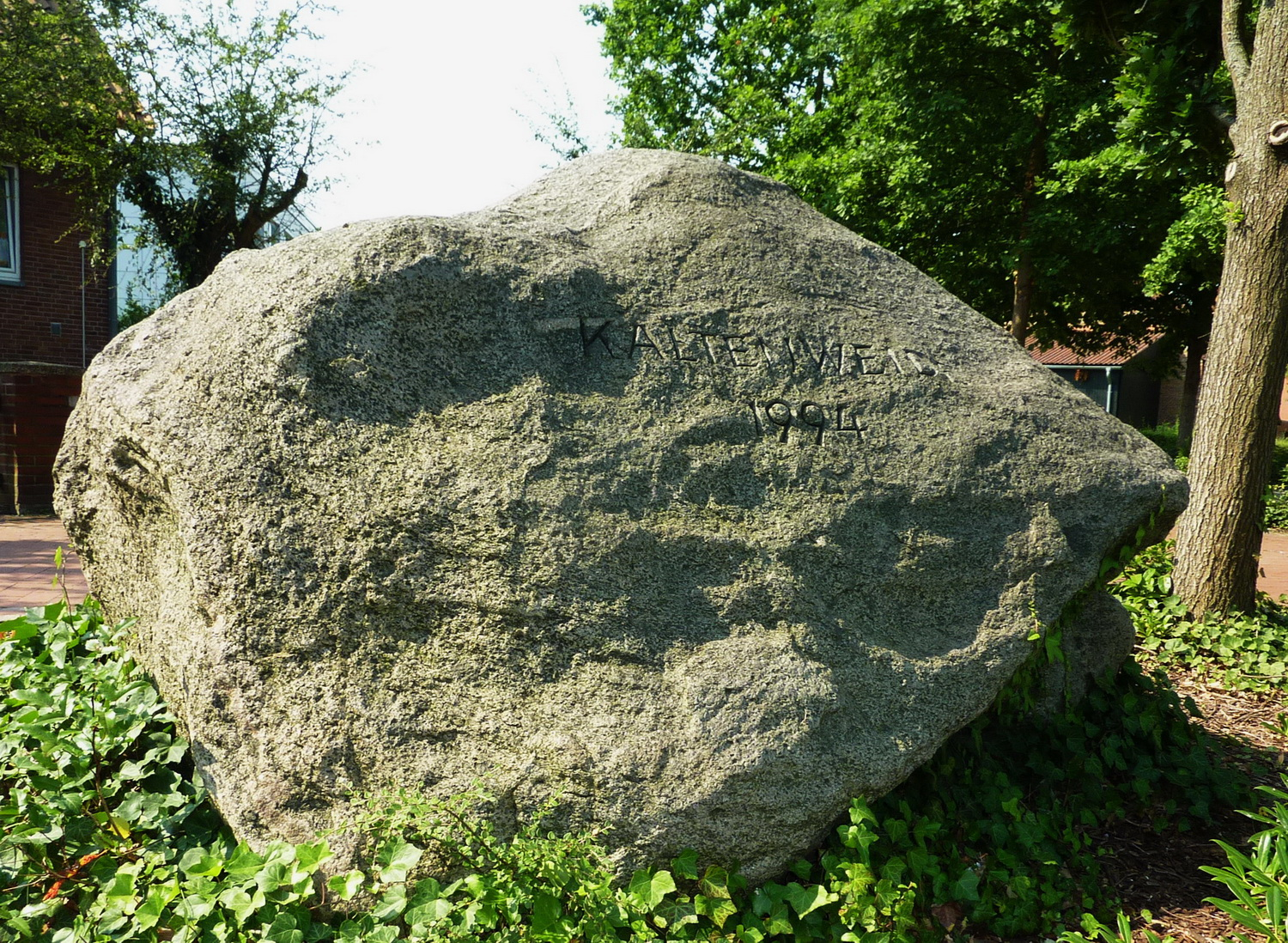
Granitfindling

## Wirtschaft und Infrastruktur

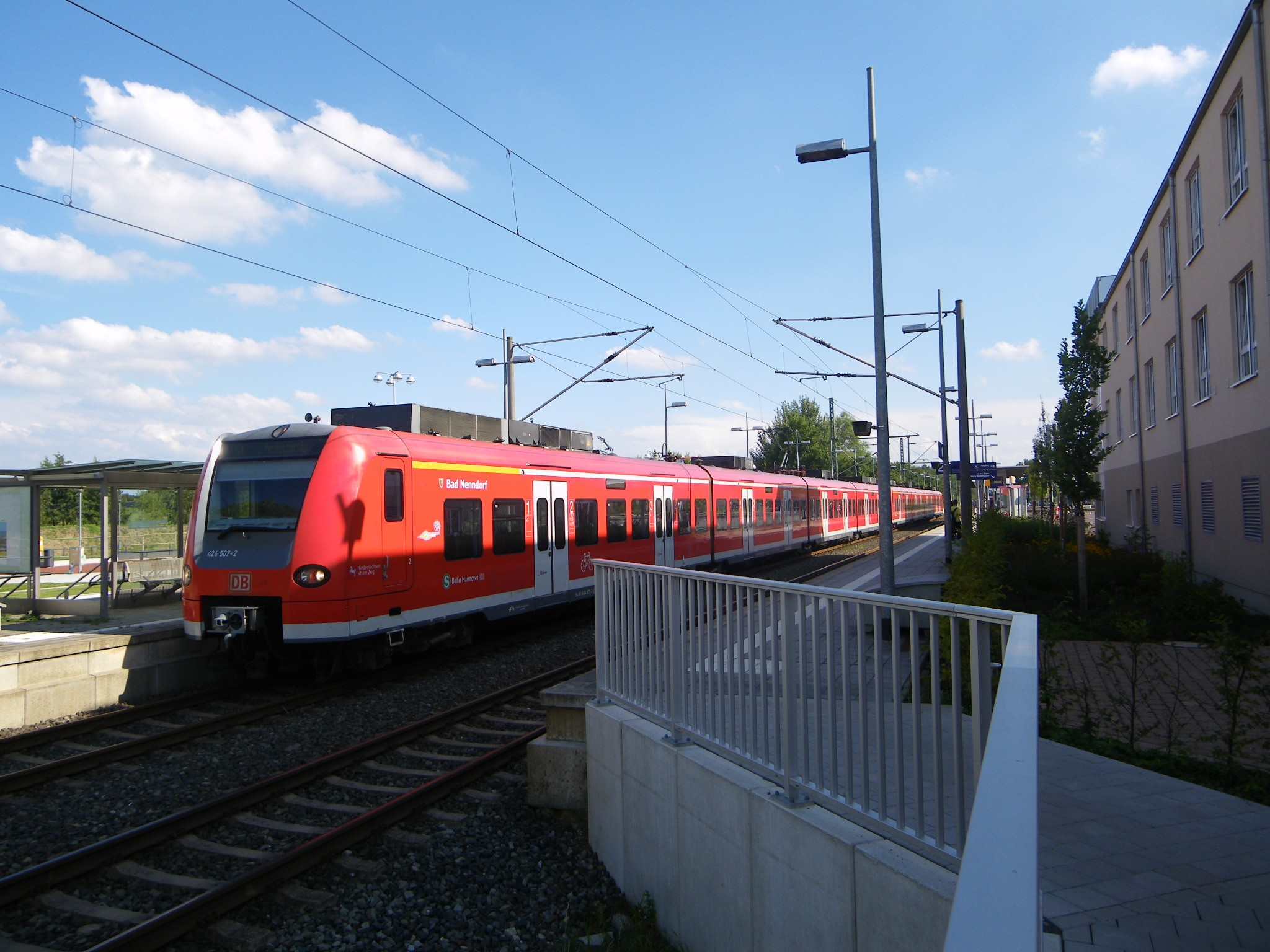
S-Bahnhof Kaltenweide

Anlässlich der Expo 2000 wurde die S-Bahn vom Hauptbahnhof Hannover in Richtung Flughafen Hannover und in das nördliche Siedlungsgebiet nach Kaltenweide bis in die Wedemark gebaut. Dadurch erhielt Kaltenweide einen eigenen S-Bahn-Haltepunkt.
| Linie | Verlauf | Takt                                              |
| ----- | --- | ------------------------------------------------- |
| S 4   | Hildesheim – Emmerke – Barnten – Sarstedt – Rethen (Leine) – Hannover Messe/Laatzen – Hannover Bismarckstraße – Hannover Hbf – Hannover-Nordstadt – Hannover-Ledeburg – Hannover-Vinnhorst – Langenhagen Mitte – Langenhagen Pferdemarkt – Langenhagen-Kaltenweide – Bissendorf – Mellendorf – Bennemühlen Stand: Fahrplanwechsel Juni 2022 | 60 min 30 min (Hannover Hbf–Bennemühlen werktags) |

Über drei Buslinien wird die Verbindung zum Zentrum Langenhagens sichergestellt. Somit ist Kaltenweide gut an Langenhagen und Hannover angeschlossen. Die Ortsentwicklung erfolgt im Weiherfeld um den S-Bahn-Haltepunkt herum. Mittelpunkt des Ortsteils ist der Kaltenweider Platz mit der leuchtend-roten Skulptur Augenhand von Ren Rong. Hier befinden sich auch die recht umfangreichen Einkaufsmöglichkeiten mit Supermärkten, Apotheke, Bäckerei und weiteren Geschäften.
In Kaltenweide befinden sich eine Grundschule sowie vier Kindertagesstätten.

## Persönlichkeiten
Personen, die mit dem Ort in Verbindung stehen
- Elisabeth Granier (1870–1951), Lehrerin und Schulleiterin, nach ihr wurde die Kaltenweider Elisabeth-Granier-Passage benannt
- Helene Weber (1881–1962), Politikerin (Zentrum, CDU), der Helene-Weber-Weg in Kaltenweide wurde nach ihr benannt
- Rudolf Diels (1900–1957), Jurist, erster Chef der Gestapo, Regierungspräsident des Regierungsbezirks Köln, lebte nach Kriegsende auf seinem Gutshof in Kaltenweide-Twenge, den er 1955 verkaufte
- Friedhelm Fischer (* 1955), Politiker (SPD), ehemaliger Bürgermeister von Langenhagen, wohnte in Kaltenweide
- Susanne Schott-Lemmer (* 1965), Politikerin (CDU), ab dem Jahr 1992 war sie Fraktionssprecherin im Ortsrat von Kaltenweide, wurde dort 1996 Ortsbürgermeisterin und zog in den Rat der Stadt Langenhagen ein